# المرر
المرر ويُطلق عليه عادةً اسم "فريج المرر" حي يقع في دبي، الإمارات العربية المتحدة، بلغ عدد سكان الحي في العام 2023 حوالي (40,889) نسمة بكثافة سكانية تصل إلى (105,462) فرد/كم² بحسب مركز دبي للإحصاء. يقع الحي في منطقة ديرة ويحده من الشمال كورنيش ديرة ونايف من الجنوب وعيال ناصر من الغرب والبراحة من الشرق. كما يقع مسجد الفطيم الشهير في هذه المنطقة.  
يشكل الطريقان D 92 (طريق الوصل) و D 82 (طريق نايف) الحدود الشمالية والجنوبية حول التجمعات السكانية. المرر هو مجتمع سكني في قلب منطقة الأعمال المركزية في ديرة. كما يتميز بقربه من سوق الذهب وسوق البهارات في دبي.
اشتق اسم المنطقة من اسم القبيلة التي أتت منها غالبية العائلات المقيمة السابقة. (المري)

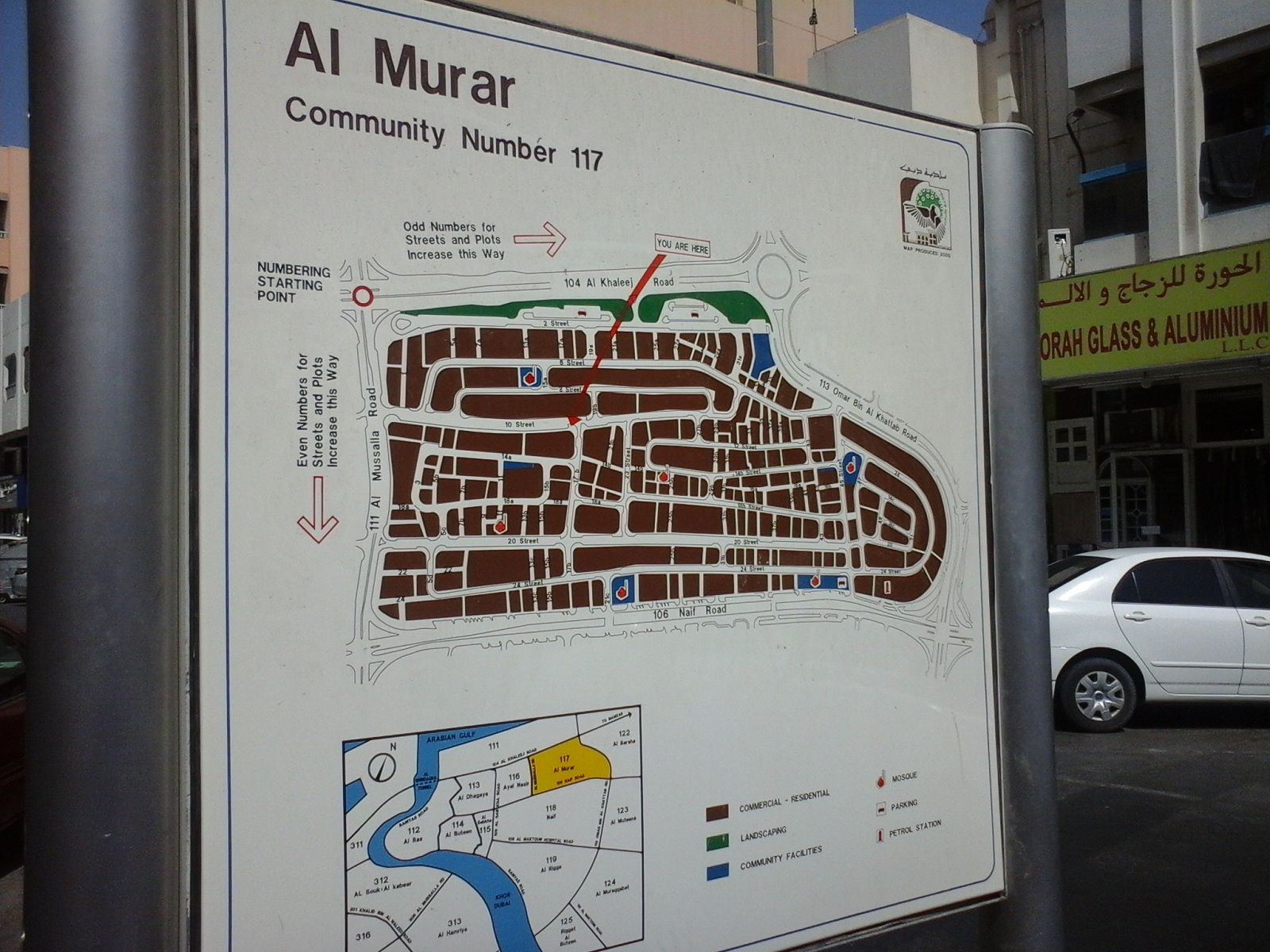
خريطة لمنطقة المرر

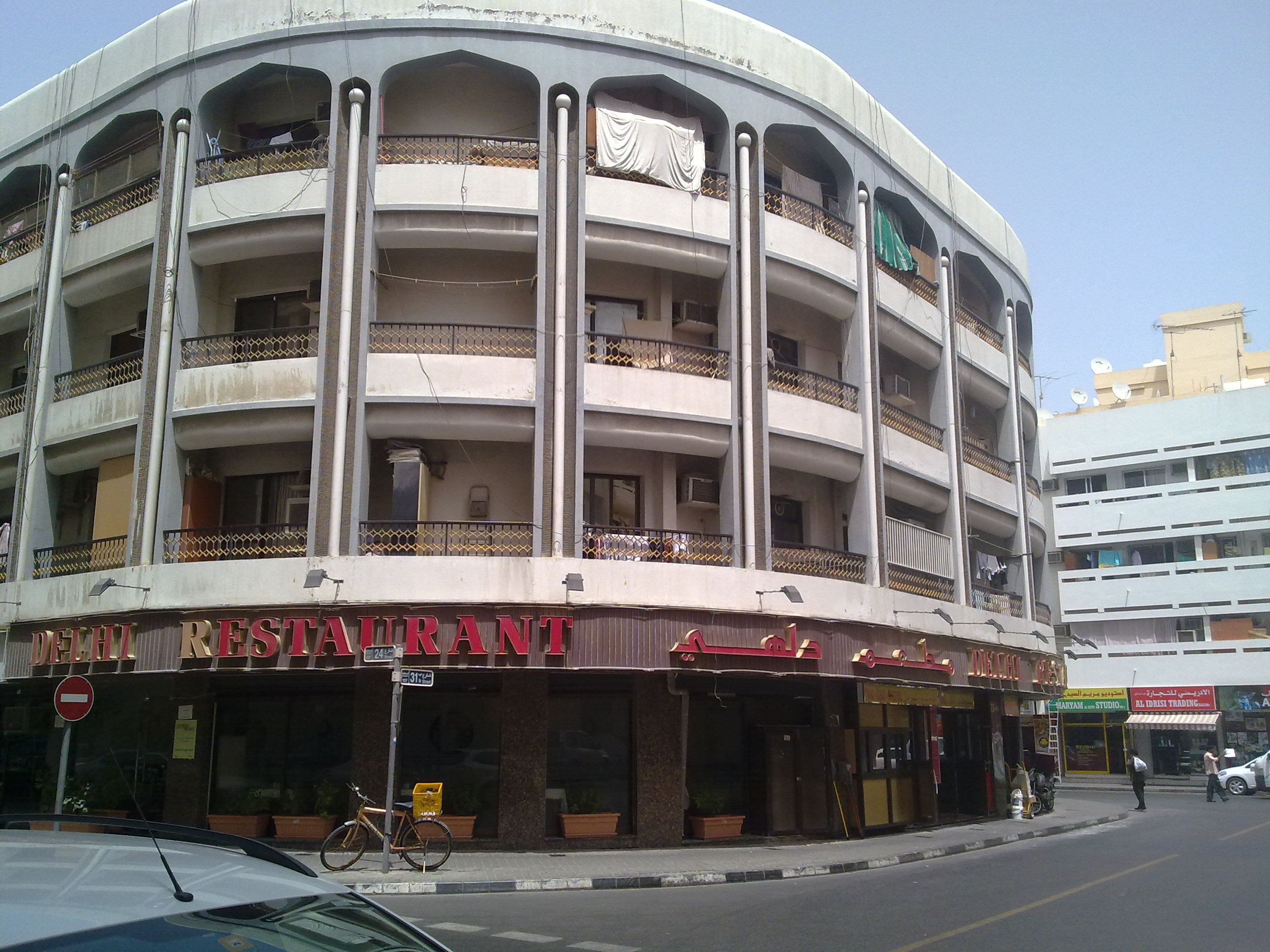
مطعم دلهي - المرر